# Dover (Ohio)
Pour les articles homonymes, voir Dover.
La ville américaine de Dover est située dans le comté de Tuscarawas, dans l’État de l’Ohio. En 2001, sa population s’élevait à 12 210 habitants.

## Géographie
Douvres est située le long de la rivière Tuscarawas, près de la confluence avec Sugar Creek.

## Personnalités liées à la ville
- William Quantrill est né à Dover en 1837.

### Source
- (en) Cet article est partiellement ou en totalité issu de l’article de Wikipédia en anglais intitulé « Dover, Ohio » (voir la liste des auteurs).